# Нотт
Нотт (др.-сканд. Nótt, «ночь») — олицетворение ночи в германо-скандинавской мифологии, бабушка Тора. Мать Ёрд. В Старшей Эдде, составленной в XIII веке из более ранних и традиционных источников, также как и в Младшей Эдде, записанной Снорри Стурлусоном в том же XIII веке, Нотт упоминается, как дочь фигуры по имени Нарви (с разными вариантами написания) и связана с конём по имени Хримфакси, но в Старшей Эдде, помимо этого, есть информация о происхождении Нотт, а также о её трёх браках. Третий брак Нотт был с Деллингром и он привёл к рождению Дагра, олицетворённому дню (хотя в некоторых вариантах рукописей Ёрд упоминается, как жена Деллингра и мать Дагра). Как имя собственное слово nótt встречается во всей древнескандинавской литературе.

## Свидетельства

### Старшая Эдда
В 24-й строфе поэмы Вафтруднисмал, бог Один (замаскированный под именем Гагнрад) спрашивает у ётуна Вафтруднира откуда приходит день, а также ночь с её приливами. В 25 строфе Вафтруднир отвечает:

«Деллингом звать
День породившего,
Нёр — Ночи отец;
измыслили боги
луны измененья,
чтоб меру дать времени.»Оригинальный текст (др.-исл.)«Dellingr heitir,
hann er Dags faðir,
en Nótt var Nörvi borin;
ný ok nið
skópu nýt regin
öldum at ártali.»

В 14-й строфе Вафтруднисмала Один утверждает, что конь Хримфакси «сумрак несет над богами благими», а также то, что он роняет пену со своих удил каждое утро, от которой в долинах появляется роса. В 30-й строфе поэмы Альвиссмал, бог Тор просит дверга Альвиса рассказать ему, как называется ночь в каждом из 9 миров, рождённых от «Норра». Альвис отвечает, что ночь зовётся «ночью» людьми, «мглой» богами, «покровом» божествами, «тьмой» ётунами, «радостью сна» эльфами, а дверги называют её «грёзы Ньёрун».

«Ночь — у людей,
Мгла — у богов,
Покров — у божеств,
у ётунов — Тьма,
У альвов — Сна Радость,
Грёзы Ньёрун — у карликов.»Оригинальный текст (др.-исл.)«Nótt heitir með mönnum,
en njól með goðum,
kalla grímu ginnregin,
óljós jötnar,
alfar svefngaman,
kalla dvergar draumnjörun.»

В Сигрдрифумале, после того, как валькирия Сигрдрифа проснулась от своего проклятья сна, благодаря герою Сигурду, Сигурд спрашивает её имя, и она даёт ему «напиток памяти» из рога, полного мёда, а после этого Сигрдрифа произносит языческую молитву. В первом стихе этой молитвы упоминаются «дня сыны» и «ночь с сестрою»:

«Славься, день!
И вы, дня сыны!
И ты, ночь с сестрою!
Взгляните на нас
благостным взором,
победу нам дайте!

Славьтесь, асы!
И асиньи, славьтесь!
И земля благодатная!
Речь и разум
и руки целящие
даруйте нам!»Оригинальный текст (др.-исл.)"Heill dagr!
Heilir dags synir!
Heil nótt ok nift!
Óreiðum augum
lítið okkr þinig
ok gefið sitjöndum sigr!

Heilir æsir!
Heilar ásynjur!
Heil sjá in fjölnýta fold!
Mál ok mannvit
gefið okkr mærum tveim
ok læknishendr, meðan lifum.»

### Младшая Эдда
В Видении Гюльви Нотт снова олицетворяется. В 10-й главе Высокий на троне утверждает, что Нотт является дочерью ётуна из Ётунхейма, имя которого «Нёрви или Нарви». Высокий описал Нотт, как «от рождения черную и сумрачную», и имевшую три брака. Её первый брак был с Нагльфари, и они оба произвели на свет сына по имени Ауд. Второй брак Нотт был с Аннаром, от него появилась дочь Ёрд – олицетворение Земли. Наконец, Нотт женилась на боге Деллингре. От этого брака появляется Дагр, который получает «от рода отца» свет и чистоту. Один взял Нотт и её сына Дагра, поместил их на небо и дал каждому по колеснице с конём. Они скачут вокруг Земли каждые сутки. Нотт скачет впереди Дагра, и пена с удил её коня Хримфакси окропляет землю.
Однако, учёный Хаукур Торгейссон отмечает, что четыре рукописи различаются по описанию семейных отношений между Нотт, Ёрд, Даргом и Деллингром. Другими словами, в зависимости от рукописи, либо Ёрд, либо Нотт является матерью Дагра и женой Деллингра. Хаукур подробно описывает, что «старейшая рукопись, U, предлагает версию где Ёрд жена Деллингра и мать Дагра, в то время как в других рукописях,R, W и T, пишется, что Нотт Деллингрова жена и Дагрова мать», и утверждает, что «версия в рукописи U возникла случайно, когда писатель или его предшественник сократил текст, такой же, как в рукописях R,W и T. Итоги этого несчастного случая вошли в исландскую поэтическую традицию».
В Языке поэзии имеются способы обращения к Ёрд, в том числе «дочь Ночи». В 72-й главе говорится, что «Инеистая Грива и Черный везут ночь», а в главе 78 «nótt» («ночь») указывается, как одно из различных слов для обозначения времени, и приводится версия отрывка Альвисмаля.